# ایوان استرینیچ
ایوان استرینیچ (کرواتی: Ivan Strinić؛ زادهٔ ۱۷ ژوئیهٔ ۱۹۸۷) بازیکن فوتبال اهل کرواسی است. وی برای تیم ملی فوتبال کرواسی ۴۲ بازی انجام داده‌است. پست تخصصی این بازیکن نیز، دفاع چپ است.